# Cambridge Analytica
Cambridge Analytica (CA) fue una compañía privada británica que combinaba la minería de datos y el análisis de datos con la comunicación estratégica para el proceso electoral. Saltó a la fama en 2018 al verse involucrada en el llamado «escándalo Facebook-Cambridge Analytica». 
La empresa fue creada en 2013 rama de la casa matriz Strategic Communication Laboratories (SCL), para participar en la política estadounidense. La consultora estaba especializada en la recopilación y en el análisis de datos para la creación de campañas publicitarias y políticas. En 2014, CA estuvo implicada en 44 campañas políticas estadounidenses. La compañía es en parte, propiedad de la familia de Robert Mercer, un administrador estadounidense de fondos de cobertura, quien respalda varias causas políticas de carácter conservador. Contaba con oficinas en Londres, Nueva York, y Washington D. C.
En 2015, la empresa se reveló como la compañía de análisis de datos que trabajó para la campaña presidencial de Ted Cruz. En 2016, tras el fracaso de la candidatura de Cruz, CA trabajó para la campaña presidencial de Donald Trump. El Parlamento británico dio cuenta gracias a sus investigaciones que exempleados de la compañía, revelaron que la empresa había trabajado con el PRO y Mauricio Macri en 2015, luego de revelar que SCL Group, nombre legal de Cambridge Analytica, elaboró una campaña anti-kirchnerista en mayo de 2015, cuando Mauricio Macri y Daniel Scioli se disputaban la presidencia de Argentina. Además influyó en la campaña para la retirada del Reino Unido de la Unión Europea.
El papel de CA en esas campañas generó controversias, por lo que actualmente la empresa se enfrenta a investigaciones criminales en ambos países. Expertos políticos, como Eitan Hersh (autor del libro Hackeando al electorado) y Sandra Matz, cuestionan las afirmaciones de CA sobre la efectividad de sus métodos a la hora de alcanzar a los votantes.
En marzo de 2018 la empresa se vio involucrada en un escándalo después de que un exempleado revelara algunas prácticas de la compañía para a Emerdata Ltd.

## Antecedentes y métodos
Cambridge Analytica nació como una rama de SCL Group, un grupo de contratistas gubernamental y militar que según afirma en su sitio web, trabaja en diversos sectores como la investigación de seguridad alimentaria o la lucha contra los narcóticos y las campañas políticas. El grupo fue fundado hace más de veinticinco años. Sin embargo, Cambridge Analytics fue creada en 2013, con una inversión de quince millones de dólares por parte del republicano Robert Mercer y Steve Bannon. Al comenzar con sus actividades, CA contrató a investigadores de la Universidad de Cambridge entre sus empleados. De ahí surge el nombre: Cambridge Analytica.
Según se lee en el sitio web de la compañía, la empresa combina la psicología del comportamiento con una metodología de la investigación estadísticamente sólida para proporcionar una imagen completa del comportamiento del consumidor, la competencia y las tendencias. Para lograr un conocimiento más profundo de la audiencia, la compañía utiliza técnicas de mejora de datos y segmentación de audiencia que proporcionan análisis psicográficos. CA recopila datos sobre votantes utilizando fuentes como datos demográficos, comportamiento del consumidor, actividad en Internet y otras fuentes públicas y privadas. La compañía afirma usar la escala OCEAN de rasgos de personalidad. Usando lo que llama «microtargeting de comportamiento», la empresa indica que puede predecir las «necesidades» de los sujetos y cómo estas necesidades pueden cambiar con el tiempo. Aunque según The Guardian, CA está utilizando datos psicológicos derivados de millones de usuarios de Facebook, en gran medida sin el permiso o el conocimiento de los usuarios. Además, Associated Press reveló que la empresa utilizó la aplicación móvil «Cruz Crew», como fuente de información, para rastrear los movimientos físicos y la lista de contactos de los usuarios.
La empresa se describe a sí misma como una organización no partidista, cuya red de clientes incluye gobiernos y ONGs, entidades comerciales grandes y pequeñas y clientes políticos de diferentes ideologías. Además, según se lee en su sitio corporativo, la misión de la empresa es brindar un cambio de comportamiento impulsado por el análisis de datos. Para eso, la compañía busca comprender las motivaciones de cada individuo y analizar las interacciones entre las audiencias.

## Acusaciones

### Escándalo de Facebook
El 17 de marzo de 2018, The New York Times, The Guardian y The Observer denunciaron que la empresa estaba explotando la información personal de los usuarios de Facebook, adquirida por un investigador externo que afirmaba estar haciéndolo para fines académicos. La consultora está acusada de haber obtenido la información de millones de usuarios, atentando contra las políticas de uso de la red social y de haber utilizado esos datos para crear anuncios políticos durante las elecciones presidenciales de 2016 en Estados Unidos. The Guardian informó además que Facebook había tenido conocimiento de esta violación de seguridad durante dos años, pero no hizo nada para proteger a sus usuarios. Al darse a conocer las acusaciones, Facebook prohibió a Cambridge Analytica anunciar en su plataforma. El mismo día que se dieron a conocer las acusaciones contra Cambridge Analytica, las acciones de Facebook cayeron un 6.77 % hasta 172.56 dólares por acción en el índice compuesto del mercado Nasdaq. Lo que generó pérdidas de seis mil millones de dólares para el fundador de Facebook, Mark Zuckerberg. El uso indebido de la información personal de aproximadamente cincuenta millones de usuarios de Facebook por parte de Cambridge Analytica fue revelado por Christopher Wylie, un exempleado de la empresa. Wylie, experto en informática, reveló que la empresa había creado una maquinaria para manipular las decisiones de los votantes. El exempleado, dejó su cargo en la empresa en 2014 y aseguró que al partir, advirtió a Facebook sobre las acciones de Cambridge Analytica. También contó que mientras trabajaba en la empresa, se puso en contacto con Aleksandr Kogan, profesor de la Universidad de Cambridge, para crear un sistema que les permitiera recopilar información relevante sobre una gran cantidad de usuarios.
En sus declaraciones, Wylie explicó el funcionamiento del sistema.

Explotamos Facebook para acceder a millones de perfiles de usuarios. Y construimos modelos para explotar lo que sabíamos de ellos y apuntar a sus demonios internos. Esa era la base sobre la cual la compañía se fundó.

Tras el escándalo, una comisión parlamentaria británica solicitó a Mark Zuckerberg que compareciera para hablar sobre el uso ilegal de información personal de usuarios de Facebook por parte de CA. En la convocatoria dirigida al fundador y presidente la red social, la comisión expresaba que Zuckerberg debía explicar el «fracaso estrepitoso». Por otro lado, el regulador británico de la información y de los datos personales anunció la emisión de un mandato para poder acceder a los servidores de CA y le pidió a Facebook que suspenda su propia auditoría. Por su parte, la Comisión Federal de Comercio de Estados Unidos (FTC), inició un proceso confidencial para investigar el rol de Facebook en el escándalo. La Comisión busca esclarecer si Facebook violó los términos del acuerdo que le exige contar con el consentimiento de los usuarios para hacer uso de sus datos personales.
Además, en Gran Bretaña, la líder de la Comisión de Información, Elizabeth Denham, envió una orden para allanar las oficinas de CA. Tras conocerse esta noticia, el 22 de marzo de 2018, la policía británica comunicó la evacuación de la sede de Cambridge Analytica en Londres. El edificio ubicado en la avenida Oxford Street, fue evacuado por precaución, luego de que se encontrara un paquete sospechoso en el lugar. La policía también cerró los caminos cercanos.
El 24 de marzo de 2018, los investigadores de la Oficina del Comisionado de Información británica (ICO), allanaron durante siete horas las oficinas de Londres de CA. El día anterior, un juez del Tribunal Superior del Reino Unido había aprobado la petición para allanar las instalaciones.

#### Respuesta de Mark Zuckerberg
El 21 de marzo de 2018, Mark Zuckerberg brindó una entrevista a la especialista en tecnología de CNN, Laurie Segall, en la que admitió que Facebook cometió errores. Además, expresó que se realizará una investigación completa sobre cada una de las aplicaciones para así poder rastrear las violaciones a la privacidad de los usuarios y la filtración de sus datos. En ese sentido, expresó que hubo una brecha de confianza entre Facebook y la gente que comparte los datos y que espera que los mismos estén protegidos. Por lo que expresó que desde la empresa trabajarán para arreglar esa cuestión.
Cuando la periodista le preguntó qué es lo que salió mal, Zuckerberg respondió que se trató de una «ruptura de confianza grave» y aseguró que la empresa tiene la responsabilidad de proteger los datos de las personas y que si no logra ese objetivo, no merece «la oportunidad de servir a la gente». Al concluir, Zuckerberg admitió ser el responsable por lo que sucede en Facebook ya que él comenzó con el proyecto.

Cometimos errores y hay que hacer más cosas. Hubo una brecha de confianza entre Facebook y la gente que comparte los datos y espera que la protejamos. Lo tenemos que arreglar.
Mark Zuckerberg

Zuckerberg también se refirió al asunto a través de un post en Facebook. En el mismo, explicó que quería dar a conocer algunos detalles sobre la situación de Cambridge Analytica, incluyendo las decisiones que se tomaron desde que estalló el escándalo. También hizo una cronología de los eventos, desde los comienzos de Facebook en 2007 hasta que se dio a conocer el caso de Cambridge Analytica y aseguró que las acciones para evitar que suceda algo similar, ya han sido tomadas años atrás. Aunque explicó que se han cometido errores y que seguramente deberán tomar nuevas medidas.
El 2 de abril, Zuckerberg reconoció durante una entrevista a la revista Vox, que la filtración de datos de Facebook es un problema que tardará años en resolverse.

### Cámaras ocultas
En marzo de 2018, la cadena de televisión británica Channel 4, dio a conocer una serie de vídeos que muestran al director ejecutivo de Cambridge Analytica, Alexander Nix, junto a otros ejecutivos de la empresa, hablando sobre los trucos sucios que emplean en las campañas electorales. Los vídeos fueron filmados por un periodista que se hizo pasar por representante de una familia con un importante nivel económico en Sri Lanka, a la búsqueda de influencia en su país. Para eso, el periodista se reunió con los representantes de la empresa, en diferentes ocasiones entre noviembre de 2017 y enero de 2018, en hoteles de Londres. En dichas conversaciones, los ejecutivos cuentan que han trabajado en aproximadamente 200 elecciones alrededor del mundo, incluidas las de Nigeria, Kenia, la República Checa, India y Argentina. Al publicarse el vídeo, la Cámara Nacional Electoral (CNE) argentina, órgano que forma parte del Poder Judicial, abrió de oficio una investigación para esclarecer el rol de la consultora en las elecciones argentinas. La CNE busca identificar cómo fue la participación de CA y en qué elecciones intervinieron.
En el video, Nix explica algunas de las prácticas de la empresa para desacreditar a personalidades políticas en Internet y en las redes sociales. Entre las tácticas, nombra el uso de prostitutas para implicar a los candidatos en escándalos sexuales, el ofrecimiento de sobornos para filmarlos y poder acusarlos de corrupción o la utilización de antiguos espías del Reino Unido e Israel para obtener información personal del pasado de los candidatos. Nix también especifica que la empresa opera en la sombra, es decir que trabaja en total discreción. También explica que en algunos casos, ayuda a sus clientes difundiendo mentiras.
A partir de la difusión de estas cámaras ocultas, la junta de la empresa anunció que ha suspendido al CEO Alexander Nix, con efecto inmediato, pendiente de una «investigación completa e independiente». En ese sentido, la compañía puntualizó que los dichos de Nix «no representan los valores o las operaciones de la firma». En otro apartado, el reporte da cuenta que la campaña «anti-kirchnerista» elaborada por la empresa que trabajaba para Mauricio Macri consistía en una «guerra de informaciones» sumada al uso de cuentas falsas de Facebook y Twitter, fake news  y hasta el empleo de «servicios de inteligencia retirados».

#### Campaña de Donald Trump
En los vídeos publicados por Channel 4 en marzo de 2018, los ejecutivos de CA admiten haber llevado a cabo toda la campaña digital de Donald Trump durante su candidatura a la presidencia de los Estados Unidos. Según se escucha en las grabaciones, CA estuvo a cargo de la investigación, análisis de datos, selección y ejecución de la campaña digital y televisiva de Trump.

#### Campaña de Mauricio Macri
Según reveló un canal británico, Cambridge Analytica y su firma matriz SCL recolectaron datos sin autorización de 50 millones de usuarios de Facebook para elaborar campañas de influencia sobre los votantes esta maniobra se repitió  en comicios de la Argentina, donde el candidato Mauricio Macri accedió a la Presidencia del país austral a fines de 2015. Días después el periodista argentino Marcelo Bonelli reveló el vínculo de Mauricio Macri con Cambridge Analytica. El periodista denunció los vínculos del jefe de Gabinete y el titular de la Agencia de Inteligencia por mantener contacto con la agencia acusada de manipular al electorado. Cambridge Analytica creaban perfiles psicológicos detallados y buscaban personas permeables a los cambios de opinión para luego influir a través de noticias falsas y selección parcial de la información. La investigación denunciaba que las empresas operaron en Argentina hace menos de cinco años. Nada más asumir el poder, el presidente de Argentina emitió una serie de  decretos considerados «polémicos», entre ellos uno por el que fue muy cuestionado, pues le permitió quedarse con las bases de datos de organismos oficiales, las cuales podría usar en campañas a su favor. En este sentido, aprobó la firma de un convenio entre los organismos de comunicación y seguridad social que le permite al Gobierno de Macri el uso de los datos personales de todos los ciudadanos registrados en las bases de información. El junio de 2018 el ex-CEO de Cambridge Analytica, Alexander Nix, declaró ante el Parlamento británico que la empresa trabajó en Argentina en una campaña «anti-Kirchner». Confesó además de una reunión en el área de management, celebrada el 27 de mayo de 2015, en la cual se habló de generar una campaña contra el candidato oficialista de entonces, Daniel Scioli. En ella se incluía la recopilación de información de proximidad, una guerra informativa, difamaciones, falsas denuncias de corrupción e incluso emplear agentes de inteligencia retirados de Estados Unidos, España, Reino Unido, Israel y Rusia. El informe también sostuvo que se utilizaron cuentas falsas de Facebook y Twitter para respaldar la campaña que permitió el triunfo macrista, según la investigación.

#### Operaciones en México
El canal de noticias británico Channel 4 News reveló también la existencia de pruebas que vinculaban al Partido Revolucionario Institucional con Cambridge Analytica, sugiriendo un modus operandi semejante al llevado a cabo en Estados Unidos para la campaña Trump. El canal alega que las colaboraciones se dieron por lo menos hasta enero de 2018.